# Associação Académica de Coimbra - Organismo Autónomo de Futebol 2014-2015
Questa voce raccoglie le informazioni riguardanti l'Associação Académica de Coimbra - Organismo Autónomo de Futebol nelle competizioni ufficiali della stagione 2014-2015.

## Rosa
| N. |                           | Ruolo | Calciatore         |
| -- | ------------------------- | ----- | ------------------ |
| 1  | Portogallo (bandiera)     | P     | Cristiano          |
| 3  | Portogallo (bandiera)     | D     | Aníbal Capela      |
| 4  | Nigeria (bandiera)        | C     | Nwankwo Obiora     |
| 5  | Brasile (bandiera)        | D     | Ricardo Nascimento |
| 7  | Portogallo (bandiera)     | A     | Marinho            |
| 8  | Capo Verde (bandiera)     | C     | Jimmy              |
| 9  | Francia (bandiera)        | A     | Schumacher         |
| 10 | Guinea-Bissau (bandiera)  | A     | Ivanildo           |
| 11 | Costa d'Avorio (bandiera) | A     | Magique            |
| 13 | Portogallo (bandiera)     | D     | João Real          |
| 14 | Brasile (bandiera)        | D     | Iago Santos        |
| 17 | Perù (bandiera)           | A     | Carlos Olascuaga   |
| 20 | Brasile (bandiera)        | C     | Rui Pedro          |
| 21 | Brasile (bandiera)        | C     | Marcos Paulo       |

| N. |                         | Ruolo | Calciatore           |
| -- | ----------------------- | ----- | -------------------- |
| 22 | RD del Congo (bandiera) | D     | Christopher Oualembo |
| 24 | Portogallo (bandiera)   | P     | Fábio Santos         |
| 27 | Portogallo (bandiera)   | C     | Pedro Nuno           |
| 28 | Portogallo (bandiera)   | C     | Nuno Piloto          |
| 29 | Brasile (bandiera)      | D     | Aderlan Silva        |
| 30 | Portogallo (bandiera)   | A     | Rafael Lopes         |
| 32 | Brasile (bandiera)      | P     | Lee                  |
| 37 | Ghana (bandiera)        | D     | Richard Ofori        |
| 44 | Francia (bandiera)      | D     | Tripy Makonda        |
| 65 | Portogallo (bandiera)   | C     | Fernando Alexandre   |
| 77 | Portogallo (bandiera)   | A     | Hugo Seco            |
| 92 | Brasile (bandiera)      | C     | Lucas Mineiro        |
|    | Portogallo (bandiera)   | A     | Ricardo Esgaio       |